# Soumrak našeho zpeněžitelného obsahu
Soumrak našeho zpeněžitelného obsahu (v anglickém originále The Winter of Our Monetized Content) je 1. díl 31. řady (celkem 663.) amerického animovaného seriálu Simpsonovi. Scénář napsal Ryan Koh a díl režíroval Bob Anderson. V USA měl premiéru dne 29. září 2019 na stanici Fox Broadcasting Company a v Česku byl poprvé vysílán 7. července 2020 na stanici Prima Cool.

## Děj
Homer, Lenny a Carl se v práci dívají na pořad Stírání hlupáků s Angerem Watkinsem, který moderuje velmi vzteklý Anger Watkins a v němž se zrovna debatuje o největším sportovci všech dob. Do živého vysílání pořadu se telefonicky připojí Homer a poví, že největším sportovcem všech dob je podle něj John Stockton. Watkins se naštve, že Stockton je bezvýznamný sportovec, a Homera „spláchne“ zvukovým efektem. Homer je z toho celý nešťastný a Marge se ho rozhodne podpořit, že jestli se mu názory Watkinse nelíbí, má se dívat na někoho jiného, případně může začít natáčet vlastní pořad. To Homera nadchne a pustí se do natáčení. Mezitím Líza ve škole dostane týden po školy za to, že omylem v jídelně rozpoutala bitvu s kroketami.
Zatímco Homer natáčí svůj pořad, Bart ho poslouchá a pořad se mu vůbec nelíbí. Předělá proto nápis „Walkoff Homer with Homer Simpson“ („Drzoun Homer s Homerem Simpsonem“) na „Moose Poo with Homer Simpson“, což znamená „Losí prdy s Homerem Simpsonem“. Homer se naštve a začnou se navzájem s Bartem bít, házet na sebe barvy a podobně, a jelikož je pořad vysílán živě na platformě podobné YouTube, všichni se na něj dívají a smějí se tomu, jak se Bart s Homerem nenávidí. Když Marge na zahradě umývá Barta a Homera od barvy, kterou na sebe naházeli, přijde k nim Warburton Parker, podnikatel, který vydělává na virálních videích. Nabídne Homerovi a Bartovi, že je naučí tvořit virální videa, díky kterým zbohatnou. Ukáže jim nejslavnější virální video s názvem „Opice se šťourala v zadku a spadla ze stromu“ a Homer z něj dostane záchvat smíchu. Autoři tohoto videa však video nezpeněžili, a tak si nic nevydělali. Parker s Homerem a Bartem začne točit video, v němž po sobě Homer a Bart stříkají Buzz Colu, která je sponzorem videa. Mezitím si Líza svůj trest týden po škole docela užívá. Ředitel Skinner jí oznámí, že kvůli rozpočtu pro poškoláky funguje nové zařízení – Regionálně odloučené opravné centrum, což je soukromá poškola mimo budovu školy. Homer se od Parkera dozví, že si tvorbou videí vydělali už 5 000 dolarů, což prý bude Homerovi stačit, až si koupí loď, a následně se na obrazovce objeví text, že Homer si koupí loď v 5. díle 31. řady s názvem Gorily a lodě. Další video, které Bart s Homerem publikují, má opět vysokou sledovanost a tato dvojice „rváčů“ se stává hvězdami internetu. Dokonce když Homer navštíví bar U Vočka, Vočko mu nabídne pivo a ještě jakékoliv přání, protože je největší celebritou, která kdy jeho bar navštívila. Homer si přál přejmenovat bar U Vočka na bar U Homera, a i toto Vočko respektoval. Bart se také stal díky videím oblíbený, a to dokonce i u Jimba, Dolpha a Kearneyho, kteří ho dříve šikanovali. Žáci zatím ve škole vyhlásí stávku, protože každý sebemenší přestupek je trestán poškolou. Inspektor Chalmers však přijde se způsobem, jak to napravit – práci, kterou v poškole měli dělat žáci, oddřou učitelé a vše se zdá být vyřešeno. Na internet však unikne video, kde se Bart s Homerem objímají, a jejich popularita tak prudce klesne. Aby si své fanoušky získali zpět, rozhodli se udělat comeback a na srazu se „soubojem na smrt“ představit těm nejslavnějším influencerům ze západní polokoule. Během souboje, který má mnoho sponzorů a mohl zachránit Homerovi a Bartovi kariéru, se rozhodnou, že si ubližovat nechtějí a na pódiu se obejmou. Všichni influenceři se naštvou a odejdou. Maggie tomu na internetu dá jako jediná like.
Díl končí tím, že Homer natáčí druhý díl svého pořadu Drzoun Homer s Homerem Simpsonem, do kterého si pozve i Angera Watkinse, a debatují o tom, jestli jsou diskusní pořady o sportu ztrátou času. Watkins řekne, že za pět hodin nic vysvětlit nedokáže a že celá jeho kariéra je postavená na tom, že nic nikdy nedořekne, protože… už nic nestihne říct a díl skončí.

## Přijetí
Při prvním vysílání sledovalo Soumrak našeho zpeněžitelného obsahu 2,33 milionu diváků.
Dennis Perkins, kritik The A.V. Clubu, dal epizodě hodnocení B−. a napsal: „Soumrak našeho zpeněžitelného obsahu má hned několik věcí, které se mu daří už na začátku 31. řady. Chytrý název, pokud jde o titulní gagy Simpsonových. A John Mulaney je skvělá volba pro první hostující hvězdu řady. Kromě toho, že v tuto chvíli má hlasové schopnosti na rozdávání, jeho stand-up se opírá o specifický hlasový styl, který z obrýleného hipsterského technologického milionáře (miliardáře?), chytře pojmenovaného Warburton Parker, dělá nezapomenutelnou postavu. Samotná epizoda je standardní díl Simpsonů, oproštěný od neměnně zapomenutelných kaskadérských kousků, které se objevují v mnoha premiérách posledních sérií Simpsonových.“.
Tony Sokol, kritik Den of Geek, ohodnotil tento díl 3 z 5 hvězdiček.